# Hydriomena sphacelata
Hydriomena sphacelata là một loài bướm đêm trong họ Geometridae.